# City of Playford Tennis International 2018

El torneo City of Playford Tennis International 2018 fue un torneo profesional de tenis. Perteneció al ATP Challenger Series 2018 para los hombres y Federación Internacional de Tenis para las mujeres. Se disputó en su 1ª edición sobre superficie dura, en Playford, Australia entre el 1 y el 6 de enero de 2018.

## Jugadores participantes del cuadro de individuales masculino
| Favorito | País                      | Jugador           | Rank1 | Posición en el torneo |
| -------- | ------------------------- | ----------------- | ----- | --------------------- |
| 1        | Bandera de Rusia          | Daniil Medvedev   | 65    | Primera ronda         |
| 2        | Bandera de Estados Unidos | Bjorn Fratangelo  | 110   | Primera ronda         |
| 3        | Bandera de Suiza          | Henri Laaksonen   | 121   | Primera ronda         |
| 4        | Bandera de Ucrania        | Sergiy Stakhovsky | 122   | Primera ronda         |
| 5        | Bandera de Alemania       | Oscar Otte        | 131   | Segunda ronda         |
| 6        | Bandera de Eslovaquia     | Norbert Gombos    | 132   | Cuartos de final      |
| 7        | Bandera de Lituania       | Ričardas Berankis | 136   | Primera ronda         |
| 8        | Bandera de Bielorrusia    | Uladzimir Ignatik | 145   | Segunda ronda         |

- 1 Se ha tomado en cuenta el ranking del 25 de diciembre de 2017.

### Otros participantes
Los siguientes jugadores recibieron una invitación (wild card), por lo tanto ingresan directamente al cuadro principal (WC):
- Omar Jasika
- Marc Polmans
- Alexei Popyrin
- Max Purcell

Los siguientes jugadores ingresan al cuadro principal tras disputar el cuadro clasificatorio (Q):
- Maverick Banes
- Hugo Grenier
- Jason Kubler
- Marinko Matosevic

## Jugadores participantes del cuadro de individuales femenino
| Favorito | País                                  | Jugadora          | Rank1 |
| -------- | ------------------------------------- | ----------------- | ----- |
| 1        | Bandera de la República Popular China | Zhu Lin           | 114   |
| 2        | Bandera de Suiza                      | Jil Teichmann     | 141   |
| 3        | Bandera de Rusia                      | Anna Kalinskaya   | 159   |
| 4        | Bandera de Turquía                    | Başak Eraydın     | 174   |
| 5        | Bandera de Eslovenia                  | Dalila Jakupović  | 175   |
| 6        | Bandera de República Checa            | Marie Bouzková    | 176   |
| 7        | Bandera de Rusia                      | Irina Khromacheva | 187   |
| 8        | Bandera de Canadá                     | Bianca Andreescu  | 189   |

- 1 Se ha tomado en cuenta el ranking del 25 de diciembre de 2017.

### Otras participantes
Las siguientes jugadoras recibieron una invitación (wild card), por lo tanto ingresan directamente al cuadro principal (WC):
- Michaela Haet
- Kaylah McPhee
- Ivana Popovic
- Alexandra Walters

Las siguientes jugadoras ingresan al cuadro principal tras disputar el cuadro clasificatorio (Q):
- Alison Bai
- Alexandra Bozovic
- Misa Eguchi
- Jennifer Elie
- Anna-Lena Friedsam
- Allie Kiick
- Marta Kostyuk
- Belinda Woolcock

## Campeones

### Individual Masculino
- Jason Kubler derrotó en la final a  Brayden Schnur, 6–4, 6–2

### Individual Femenino
- Zoe Hives derrotó en la final a  Alexandra Bozovic, 6–4, 5–7, 7–6(4)

### Dobles Masculino
- Mackenzie McDonald /  Tommy Paul derrotaron en la final a  Maverick Banes /  Jason Kubler, 7–6(4), 6–4

### Dobles Femenino
- Dalila Jakupović /  Irina Khromacheva derrotaron en la final a  Junri Namigata /  Erika Sema, 2–6, 7–5, [10–5]